# Seksuele volkstaal en eufemismen
Deze pagina geeft een overzicht van alternatieve woorden dan wel eufemismen van seksualiteit. Deze woorden kunnen naast hun seksuele betekenis ook een niet-seksuele betekenis in het dagelijks leven hebben, gebruikt worden in de zogenaamde dirty talk of als scheldwoord. De vermelde termen zijn vrijwel alle arbitrair en variëren in frequentie en regionaliteit van gebruik.

## Alfabetische woordenlijst
- anale seks: aarsbatsen,[1] de achterdeur nemen,[2] achterom, de achtertuin aanschoffelen, achteruit inparkeren, anaalgeneraal spelen, anaalridderen,[1] analyseren, (via) de artiesteningang, backstage gaan, boren, (op z'n) Grieks, hengelen, hole-in-one, in de anoes, kontenbonken,[1] kontneuken,[1] een mijnramp veroorzaken,[1] punt zetten, reetracen, reetroeien, schoorsteenvegen, sluitspiermassage,[1] stekker in het stopcontact steken, sterrenjagen, sterrenkunde, sterspelen, (op z'n) Turks
- anus: artiesteningang, (bruine) anjer, Coentunnel, hol,[3] jongenskutje, pinautomaat, starterkrans, ster
- borsten: airbags,[4] anticlines, baby's drankkast, balkon, ballonnen,[5] batsen, bep en toos, bloemkolen,[6] bobbies,[7] boebels, boezem,[8] bos hout voor de deur,[9] Bossche bollen,[10] bumpers,[11] charmes, contragewichten, fares (koplampen), gemoed, Grameer I en Grameer II, harries,[12] Himalayagebergte, jetsers,[13] joekels, jopen, juinen, klabatsers, kneppers, kokosnoten, koplampen, kwalitieten, kwarktassen,[14] lellen, loenzen, (grote) longen, majoefels, meisjes, melkbussen, melkkannen, melktassen, melkzwabbers, meloenen, memmen, muggensteken, noten, pappen, peren over de schutting, (twee grote) pluspunten, pompelmoezen, pompoenen, potten, schutsen, sjemoezen, stevig in het jak (zitten), sympathieke uitstraling (hebben), talenten, tetten, teuten, tieten,[9] titten, toeters, tweeling, uiers, vanvoren, veel volk in de statie, voorgevel,[9] [flink] voorkomen, voorziening, vruchten, weapons of mass distraction
- clitoris: bobbeltje,[7] claxon, deurbel, genotsknobbel(tje), genotsknop, handchoke, kietelaar, kittelaar,[15] kleine tong, klit,[15] knop, likdoorn, likkopje, orgasmeknopje, pareltje, pretbolletje, shake-spier, speldenpuntje, startmotor
- coitus a mamilla: bezemen, Bombay shuffle, borstneuken, chinezen, memmen, met de hoorn tussen de Alpen gaan, parelketting maken, (op z'n) Russisch,[16] Russisch neuken, Spaanse plastron, stokbroden, tettenbukken, tietneuken, tietwippen, tittyfuck
- condoom: 25 liter-ballonnetje, cd'tje, feestmuts, flubbertje, gummi-jasje, kapotje,[17] kutpakking, kwakvanger, neukballon,[18] ongemakje, penispanty, Pikkie Vangkous, pipet, Pippi Vangkous, plastic zak, racerubbertje, regenjas, rubber(tje),[19] schil, snotzak, vangkwak, vingerhoedje, zaadlikker
- cunnilingus: aan de postzegel likken, aan de rosbief snuffelen, beffen,[20] bever eten, broodje rosbief nemen, flaphappen, fleppen, greppeltje likken, kutjelikken, kutlikken,[20] likken als Lassie, met je bek in 't natte gras liggen (Amsterdams), met je neus in de bosjes en de tong in de sloot, minetten (Limburgs en Vlaams), preutlikken, pruimlikken, de sloot vullen, tapijt happen, tongracen, een visje happen/eten, vlaflippen, vlinderen, vrouwelijkevoorhuidvoenzen, wijwaterke, een zoute snor halen, zure mossel eten
- eikel: dop, Duitse helm, glans,[21] jiggy, pretbal, (paarse) kop
- ejaculeren: arriveren, cummen, er-zijn, je kinderen uitlaten, je lading lozen, klaarkomen, klaarspuiten, komen, kwark blaffen, schieten, van je navel een zwembad maken, (pudding) schieten, sprietsen, spuiten, stralen, uitkering aanvragen, zaaien, z'n zak legen, zaadknallen, zaad/yoghurt pissen
- erectie: BHOP'tje (bikkelhard ochtendpikkie), dikke, eenstokstent, harde,[22] harde lat,[23] harde plasser,[24] harde knoeperd, hem omhoog krijgen, in het gelid staan, kabouter, kanonsloop, kapstok, KOE (kolossale ochtenderectie), lans, lantaarnpaal, lat, mast, een mieterd hebben, ODOL (ontzettend dikke ochtendlul), paal, spier, staander, stijve, stijve stok, strakke plasser,[24] tent(e), tentenkamp, tentpaal, het tentzeil strak spannen, tien ton staal verticaal, last van de ochtendspits (ochtenderectie), zwaard
- exhibitionist: flitser, potloodventer[25], streaker (https://en.wikipedia.org/wiki/File:Stadsarchief_Amsterdam,_Afb_ANWG00190000001.jpg)
- facial: proteïnerijk gezichtsmasker, parelketting
- fellatio: afzuigen,[26] blowjob, buizen, (op z'n) Frans, kluiven, lurken, nilfisken, oraleren, paal nathouden, paalzuigen, pijpen, snorkelen, staaflikken, stokslobberen, tandartsen, zuigen
- geslachtsgemeenschap: aan Venus offeren, aanduwen, afkarren, afrijden, afsteken, aftoppen, alle hoeken van de kamer/het bed laten zien, baarmoeder verven, ballen, batsen, het bed delen, bekennen, berijden, beuken, een beurt geven,[27] bezwangeren, biechten, bijslapen,[27] bonken,[27] iemand de broek vol jong'n jaag'n (Oudtwents), cohabiteren,[27] coïre, coïteren[27] (contaminatie van de twee voorgaande), consumeren, copuleren,[27] dakken, dammen,[28] dekken,[27] het doen,[27] de hele kamer (of: het hele bed) doorjagen, de kelder witten, de koffer induiken, de liefde bedrijven, de oudste beweging ter wereld maken, de puddingbuks doorladen, doktertje spelen, doppen, een doppie maken, d(o)uwen,[27] een d(o)uw zetten, één vleesch worden, eigen inbreng geven aan, fietsen, flensen,[27] fleppen,[27] glijden, hokken, in de suikerpot roeren, ingaan tot, (de auto) inparkeren, keppe doen (West-Vlaams), ketsen,[27] kezen,[27] kieren,[27] kierklappen, kitten, klepelen, knikkeren, krikken, masten, met de puddingbuks deur de vla-deus reur'n (Twents), mo(r)sen, naaien,[27] naar bed gaan,[27] een natte neus halen, nemen,[27] neuken,[27] nummeren, een nummertje maken, oliën-en-doorsmeren, op de muts gaan, op de schroef gaan, eroverheen gaan/klappen, paalzitten, (iemand) pakken,[27] palen,[27] palen laaien (= palen laden (Brabants)), paren, partijtje gemengd dubbel spelen, een plaatje peperkoek eten/nemen, plat gaan, plempen, ploppen, poepen[27] (alleen in België), poken,[27] pompen,[27] pookstoten, prikken, pruimen op sap zetten, een punt zetten, raggen, rammen,[27] rampetampen,[27] regelen, rijden, rimpelstiften, rolbezemen, rollebollen,[27] roompotje roeren, haar rozenperkje wieden, schaambeenbonken, sjemmen, slootpoken, soppen,[27] sporten, steken, stoten,[27] tjoppen, tunnelen, je mannelijkheid in het geding brengen, van bil gaan,[27] van de grond gaan/komen, van Wippenstein gaan,[29] een veeg geven, video kijken, vogelen,[27] volblaffen, volstouwen, vossen, vozen,[27] vrijen,[27] vruchten plukken, wippen,[29] worpen
- homoseksueel (man): aambei-indiaan, aarsridder, achterlader, anaalvandaal, anaalgeneraal, analist, anusje-van-alles, billenbatser, billenridder met helm en bilknaap (= homoseksueel met partner), bilnaadpiraat, bilridder, bipsridder, bruinduiker, bruine ruiter, bruinridder, bruinwerker,[30] chocoladeridder, chocoprins, darmcowboy, darmkanaaladmiraal, darmtoerist, endeldarmtoerist, flikker,[30] de Griekse beginselen toegedaan zijn, holbewoner, holnaadpiraat, holrazer, jeannet, kont(en)bonker, kontkannibaal, kontkrijger, kontridder, kussenbijter, kringspiermusketier, kringspierpionier, lansdrager, meid met een handvat, miet(je),[31] nicht,[30] parkeerplaatstoerist, pijpendraaier, poepstamper, poot,[30] queer, rectaalrecreant, reetatleet, reetkever,[32] reetridder,[32] relnicht,[30] ridder van de bruine dreef/orde/ster, rugridder, rugtoerist, rugtuffer,[16] sluitspiermusketier, sterrenkundige, sterspeler, strontsopper, Utrechtenaar,[33] van de "club"/"vereniging", van 't handje, van 't sport, van de verkeerde kant, van de natte, vrouwtje
- homoseksueel (vrouw): blokpot (= heel mannelijke lesbische vrouw), boi, dieseldijk, dike, flepper (uit Amerikaans-Engels zie: https://en.wikipedia.org/wiki/Flapper), janet, lesbienne,[34] lesbo,[34] mannetje, pot,[34] potvis, tapijtschraper, schuurmeid (Surinaams),[35] manwijf, schaarster, touwtjetikster
- masturbatie (algemeen): avondstudie,[36] doe-het-zelven,[36] EHBG (eerste hulp bij geilheid),[36] eigen hulp, de hand aan zichzelf slaan, handwerk, handwerkersvriendenkring, huboën, kapelaan maken, meester beer opbellen, met jezelf spelen, naar de Gamma gaan, onanie,[37] de paus pesten,[36] rechterhandgymnastiek, schlemielen,[36] solden doen in de Aldi, soloseks,[37] violieren, vrijen met marie la main, de vuist ballen
- masturbatie (man): aan je aap sleuren, de aap op zijn bakkes geven, een abrupt einde maken aan miljoenen levens, (af)beren, afjuinen, afkarnen,[36] afrukken,[38] aftrekken,[38] de Duitse helm poetsen,[39] de eenogige slang gedag zeggen, DIY, (dwars)fluit bespelen, elleboog stomen, een-en-twintig-twee-en-twintig, er effe een haal aan geven, fappen, fierljeppen, flubberen, geilpompen, geiltrekken, handballen, handgymnastiek, handjiven, handneuken, heren enkelspel, je beste vriend verwennen, je broer een hand geven, de ponnie melken[36] (West-Vlaams), jeux de boules, jossen, het kwaad der knapen, lekker jurren, lijn 5 nemen, losse flodders schieten, maandag josdag, masten, (de koe) melken, met de handkar gaan, met de handkar over de zolder, handkarren,[38] mijn vriend de hand schudden, momentje-voor-jezelf, onaneren, paalhangen, paalwalsen, de paarse helm poetsen,[39] pachen, pagga slaan, de paling strippen,[36] piemelen, het plafond witten,[36] de president een hand geven, polsaerobics,[36] roeiepoetsen, roppen, rukken,[16] sausje maken,[36] schudden, schwoengen (Limburgs), seks uit 't vuistje,[36] sjorren, sjorsen, slingeren, snokken (Zeeuws en Vlaams), snukken, stengelzwengelen, stoksnokken, stroepen (Noord-Nederland), tirren, tsjoppen, trekken, vendelzwaaien met de korte stok, voorhuidjoggen, vuistjes dochter, vuistvogelen, wieksen (Limburgs), de yoghurtfles leegschudden, zich(zelf) melken, de banaan pellen,[36] stilletjes in een hoekje met jezelf spelen
- masturbatie (vrouw): achtjes draaien, blubben, figuurvingeren, klitsjoelen,[36] plonsen, de poes voe(de)ren,[36] poezelen, pony voeren, strelen, vaginaal rukken, de vijver laten vollopen,[36] (zichzelf) vingeren[40]
- menstruatie: aan de flatsch, aan de rooie zijn, aan de rode kledder zijn, bloedgrot, bloedserieus kutprobleem, brol, Dracula's theezakje, er is een maand om, feestweek, de Ferrari staat voor de deur, de Japanse vlag (hangt uit), last hebben van het rode kruis, loeten, ongesteld zijn,[41] opoe is op bezoek (of: ik heb opoe), periode, regels,[42] de rode vlag (hangt uit),[43] de Russen zijn in het land, socialistenverkiezing, tante Rosette/Betje is op bezoek, de/die tijd van de maand, de vodden, lid van het rode kruis
- orgasme (algemeen): hoogtepunt bereiken, klaarkomen,[44] komen, Mount Everest, raket naar de eeuwigheid (Gerard Reve)
- orgasme (mannelijk; ejaculatie): afromen, cummen, iets van jezelf kwijtraken, kwakken, ladderen, lancering van Discovery, sprietsen, spuiten, torpedo afvuren, volblaffen, volyoghurten
- pedofiel: donswerker, droomdocent, kinderknuffelaar, kinderlokker,[45] kinderprikker, kindervriend, knapenschender, Martijn (als in stichting ~), papalaatmepiemellos, PD, pederast,[45] pedo,[45]
- pedofilie: donswerken, dutroux'en, grondboren, kalekuttenseks, kinderpiklikker, kleuterneuken, met snoepjes rondlopen, met de teddy-camper meegaan, pekkiepakken (Afrikaans), vloer keren, zandventen
- penis: bana, banaan, bello, blanke-vlablaffer, blauwaderige yoghurtpomp, botermesje, bout,[46] braadworst, brandslang,[46] broekslang, broer, calippo, deel, derde been, diepgraver, dikkie-dik, drilboor, dwarsfluit, eenogige broekpaling, elfde vinger, fallus,[47] faucompret, fikkie, flenter, flosh, fluit,[47] flurk, framboos, gehaktstaaf, genotsknots, geweer, handvat, harry, hatsieflatsie, hengel,[39] henkie, hoogteroer, ijsje, ijslolly, Jaap Stam, Jan zonder handjes, jepper, Jodocus, jongeheer,[48] joystick, kaneelstok, kinderarmpje, kindermaker, kip met de gouden eieren, klabanus, Klavotz, de kleine, kleine generaal, klepel, klok-en-hamerspel, knakworst, knoert, knuppel, lange willy, lans, lat,[23] lattie, leuning, leuter,[47] lid,[47] loeres, loert, lolly, lubbertuit, lul,[47] mannelijkheid, middelste been, middelste vinger, neukknuppel, neukpeuk, neuksleutel, neukstaaf, neukwortel, ochtendstok, paal,[47] peen, piel,[47] pieleman, pielemoos, pielemuis, piemel,[47] pienter pookje, piepel, piet,[47] pieterman, pijler, pijpleiding, pik,[47] Pilatus, piston, pisvinger, plasser,[24] poereloere, pompstronk, pook, porpaal, potlood,[47] pretpaal, prielala, puddingbuks, purperen kardinaal, rammelaar, rampetamp,[47] regenworm, rinus, robbeklopper, roede,[47] roer, rukgerei, sannie,[47] sapstengel, schachtenduiker, sjlong, selder, sergeant-majoor,[47] sjwans (Limburgs), sjimmie, sjors, slagwerk, slamassel, slinger, sloopkogel, slurf, sniggel, snikkel,[47] soepstengel, speelstok, spekstrip, spermaspuiter, spuiter, spuitfluit, spuitluit, staaf, staafmixer, stampertje, stijselaar, stramme kabouter, stratenmakersstoeltje, stuk, suske, swaffelzweep, tabernakel, tamp,[47] tampeloeres,[47] toeter, toverfluit, tuinslang, vermaak, vishengel, vleesbestek, vleeslolly,[43] vleessabel, vleestoeter, vogel, vruchtbare lucifer, wiebel, wiedel, (wicked) willy, Willy Wortel, Wim, winterpeen,[29] worst,[29] wortel,[29] yoghurtbuks, zaadmitrailleur, zaadstengel, zeeppompje, zeikstaaf, sjang, zoute snaak, zwager, zwans, zwelgje
- persoon die aan prostitutie doet: betaalmuts, dame die zich liggende staande houdt, dame/vrouw van lichte zeden,[49] dame van de lichte cavalerie, dame van plezier, del, hoer,[49] kutverhuurster, lichtekooi,[49] meretrix (vulgair Latijn), prostitué (m.),[49] prostituee (v.),[49] putain, pute, slet,[49] slijtmuts, spuithoer, temeier[49]
- schaamhaar: bermudadriehoek, brillospons (= alles er nog op, maar wel kort in de vorm van stekeltjes), bush, damestuintje, gazon, gevarendriehoek, grasveldje, hairy popper (veel vrouwelijk schaamhaar), junglestrip (streepje in de vorm van een landingsbaantje), oerwoud, ontplofte mol (veel schaamhaar), pakje shag, shag op de rails, streepje, vachtje
- scrotum: balzak,[50] Honoré de Balzac, kinderbijslag, klootzak,[50] knikkerzak, penishanger, slaapzak, tas, turnzak, zaadzak, zak,[50] zwemzak, klitsen
- sperma: bearnaisesaus(je), cum, dikke pis(se), engelenhaar, fapsel, fluitekruid, fluitsap(je), fopsneeuw, Freudsap, fut, geil,[51] Golf van Bengeile, jongensmelk, (klamme) yoghurt, kwak/kwakje/kwakkie, kutsmeerolie, (lauwe) but, lauwe mannenpap, levenssappen, liefdesmayonaise, mannenmelk, mannensap, natuurlijk glijmiddel, neukroom, olie, piemelsaus, plek mi pitjes (Brabants), potentiële levensvormen, potpourri, sap, slagroom, smoezies, snikkelstroop, spuitsel, spuitvocht, warme wimsaus, witteke, witte olie, witten drek, zaad,[51] zaadstraal, zaadolie, zwemmertjes
- straatprostituee: bermslet, boswachtster, dakloze hoer, greppeldel, heroïnehoer, hoekhoer, paardenverwenster, poldersnol, portieksnol, spuithoer, stoephoer, stoepslet, straatmadelief(je),[52] tippelaarster, trottoirprostituee
- teelballen: aardappelen,[53] ballen,[54] edele delen, eieren,[53] klokkenspel, kloten,[54] knikkers,[53] kroonjuwelen,[53] noten,[53] spermafabriek,[53] testikels,[54] sjokkedeizen (Vlaams)[55]
- tepel: bandenplakker, erwtje, nippel,[56] sjoepap (van soupape (Fr.) = ventiel) (Vlaams), speen,[57] tjoep
  - tepels zichtbaar door de kleding: neuske tegen den draad (Vlaams),[58] kiekens door den draad (Vlaams)[58]
- tongzoenen: afwassen, amandeltennissen, aflebberen, bekken, French kissing, huigboksen, huigtikken, kussen, kopkluiven, muilen, speeksel uitwisselen, speeksellepelen, snavelen, tongen,[59] tongkussen, tongworstelen, lebberen,[23] vijzen, zoenen
- transseksueel: bouwdoos,[46] manwijf, meisje met pikkie, meneer kut, mevrouw kutloos, omgebouwde, um-gepumde (Limburgs), verbouwde, vent met kut, gozerwijf
- travestiet: geslachtsfaker, jurkofiel, mannetje (vrouwelijke travestiet), manwijf, travo, vrouwtje (mannelijke travestiet)
- vagina: bef, behoje, bever, (boter)grot, brievenbus, broodje rosbief, buiksloterhammetje, coño, cunt, doos,[60] dot, druipgrot, echoput, flamoes,[60] floppydrive, foef, framboos, friemel, frut, garage, genotsgleuf, gleuf,[60] glijhol, grand canyon, hamportemonnee, (harige) schotwond, hol, inkomen, Jeruzalem, joni, kano, kedietje, kees, klamme dot, klotsdoos,[36] koelie, koffieboon, kut(je), lebberspleetje, liefdesgrotje, Marianentrog, meluk, michol, miemel, mik (of: roos), mösj (Limburgs), mossel,[36] muis,[60] muts, naad, natte la, neukhol, oester, open vleeswond, perzik, pisbak, pissemuis, poenie, poes(je)[60] (in de meeste Europese talen), preut, pruim,[60] prut, punani, put, schacht, schede,[60] scheur, schoorsteen,[61] schotwond, slijmvijver, slof, sloot, snee,[60] spelonk,[57] spermaschacht, spermasilo, spleet,[60] spons, straatje, tiejijs, tocht, toef, trut,[60] tuinboontje, uitgezworen paardenoog, utteflut, vagijn, vermaak, verticale glimlach, vismarkt,[43] vleesbloem,[43] voorbips, wiske, zaadbak, zaadhol, zeiksnor, zure geul/sloot, zwarte gat
- zoöfilie: bestialiteit, animalsex, beestenseks, dierenseks, ieder diertje zijn pleziertje, geitenneuken, kipwippen, naar de kinderboerderij gaan, paardenneuken, schapenneuken, beast fuck, boerderijseks

## Omgekeerd: seksuele metaforen van niet-seksuele zaken
- "emmeren": zeuren. Oorspronkelijk verwees het mogelijk naar het al staande op een emmer seks hebben met een dier, een praktijk die naar verluidt onder huzaren voorkwam, of komt het van het scheldwoord emmer (hoer)[62]
- "flikkerknikker", "flikkertikker", "potenrammer": iemand die antihomoseksueel geweld pleegt
- "geiten"- of "schapenneuker": scheldwoord voor een mannelijke moslim
- "pratende kut", "befbezem", “klapwiekende horizontale vagina”, “kuttenlikker": een ringbaard
- "neukteugels": bakkebaarden / vetrolletjes boven de heupen
- "kuttenlikker", "beftekkel": een klein hondje
- "kuttenborstel", "kutkietelaar": man met snor
- "iemand op zijn pik trappen": iemand beledigen
- "iemand verneuken", "iemand besodemieteren" of "iemand naaien": iemand bedriegen, verraden of in de steek laten
- "incestueuze praktijken": (ongeoorloofde) transacties of wederzijdse bevoordeling tussen telkens weer dezelfde partijen of familieleden, of het in zaken of politiek bevoordelen van de eigen familie (nepotisme)
- "neuken", "peukneuken", "overneuken": het aansteken van je sigaret met die van een ander
- "verneuken", "verkloten": verzieken, verpesten, iets fout doen
- "mierenneuken" of "kommaneuken": (langdurig) moeilijk doen over iets onzinnigs of nutteloos, muggenziften
- "regelneuker" of "staatshoer": iemand die erg op zijn (ambtelijke) strepen staat (parkeerwachter, agent, belastinginspecteur), en die voor het allerminste een boete uitschrijft
- "bitneuker": een computernerd
- "ouwehoeren", "lullen": kletsen
- "flauwekul": onzin (kul is een oud Nederlands woord voor balzak of penis)
- "voor lul staan", "voor paal staan": voor gek staan
- "kut", "kut met peren", "lullig", "klote", "zakkerig": slecht, onaardig, onethisch, benedenmaats.
- "sodemieteren": het betekent het vallen of weggaan ("sodemieter op!", "de ladder brak en ik sodemieterde drie meter naar beneden!"). Oorspronkelijk verwijst de term evenals sodomie en sodomiseren naar Sodom en de seksuele praktijken die daar volgens het Oude Testament plaatsvonden. "Sodemieter" als zelfstandig naamwoord wordt vaak in uitdrukkingen gebruikt ("het kan me geen sodemieter schelen!"), maar is ook een verouderde maar zeer beledigende term voor een mannelijke homoseksueel. "Miet(je)" is afgeleid van "sodomiet" en betekent eveneens homoseksueel, maar wordt vaker gebruikt in de betekenis van bangerik of lafaard, verwijzend naar vermeend onmannelijk gedrag van homoseksuelen.
- voor "Jan Lul" (ook: voor "Jan met de korte achternaam"): als alternatief voor "Piet Snot": zonder nut
- "zakkenwasser", "(kloot)zak", "lul", "flikker", "kloothommel": scheldwoord of negatieve aanduiding voor mannelijk persoon
- "kut", "trut", "slet", "snol", "temeier", "hoer", "sloerie", "domme doos": scheldwoord of negatieve aanduiding voor vrouwelijk persoon
- iets "verkrachten": iets (meestal een boek of film) zodanig wijzigen of parodiëren dat liefhebbers van het oorspronkelijke werk dit als beledigend ervaren (zie ook de South Park-aflevering The China Probrem)
- "zich ergens op afrukken", "masturberen", "ergens op klaarkomen", "orgastische verhalen over iets": iets vol vuur promoten (indicerend dat de gebruiker van de uitdrukking minder enthousiast hierover is)